# Jan Matas
Jan Matas (* 15. července 1991, Stod) je český fotbalový záložník či obránce. Od léta 2020 hraje za mužstvo FC Rokycany. Je také bývalým mládežnickým reprezentantem České republiky. Na klubové úrovni působil mimo ČR ve Švýcarsku.

## Klubová kariéra
Jan Matas začínal s fotbalem v klubu SK ZČE Plzeň, odkud jako 14letý přestoupil do klubu FC Viktoria Plzeň. V týmu se přes všechny mládežnické dorosty a B-tým dostal až do A-týmu. V Gambrinus lize však nenastoupil ani k jednomu zápasu. V sezónách 2011/12 a 2012/13 hostoval Jan Matas v klubu TJ Jiskra Domažlice, kde hrál ČFL. V létě 2013 odešel do švýcarského klubu FC Weesen, kde působil rok a půl. V lednu 2015 přišel do klubu FK Tachov, kde odehrál jarní část sezóny a mohl slavit postup do ČFL. První sezóna za FK Tachov v ČFL skončila úspěšnou záchranou v soutěži a další ročník Tachov skončil dokonce na 5. místě v tabulce. Po této úspěšné sezóně však Tachov přihlašuje pouze Přebor Plzeňského kraje a v ČFL dále nepokračuje. V létě 2017 přestoupil do klubu FK Králův Dvůr, kde odehrál 31 mistrovských utkání a vstřelil v nich 4 branky. Po ročním působení u Cábelíků se vrací zpět do FK Tachov, kde v Divizi A působil jako hrající trenér. Od ledna 2019 hraje ČFL za TJ Jiskra Domažlice. V létě 2020 přestupuje do divizního týmu FC Rokycany.

## Klubové statistiky
Aktuální k 18. Srpnu 2025.
| Sezóna    | Klub                        | Soutěž               | Zápasy | Góly | Pohár  | Pohár |
| Sezóna    | Klub                        | Soutěž               | Zápasy | Góly | Zápasy | Góly  |
| --------- | --------------------------- | -------------------- | ------ | ---- | ------ | ----- |
| 2008/2009 | FC Viktoria Plzeň B         | Česká fotbalová liga | 9      | 1    | -      | -     |
| 2009/2010 | FC Viktoria Plzeň B         | Česká fotbalová liga | 19     | 1    | -      | -     |
| 2010/2011 | FC Viktoria Plzeň           | Gambrinus liga       | 0      | 0    | -      | -     |
| 2010/2011 | FC Viktoria Plzeň B         | Česká fotbalová liga | 28     | 1    | -      | -     |
| 2011/2012 | TJ Jiskra Domažlice (host.) | Česká fotbalová liga | 22     | 2    | 2      | 1     |
| 2012/2013 | TJ Jiskra Domažlice (host.) | Česká fotbalová liga | 32     | 10   | 4      | 0     |
| 2013/2014 | FC Weesen                   | 2. liga              | 21     | 4    |        |       |
| 2014/2015 | FC Weesen                   | 2. liga              | 11     | 3    |        |       |
| 2014/2015 | FK Tachov                   | Divize A             | 15     | 6    | -      | -     |
| 2015/2016 | FK Tachov                   | Česká fotbalová liga | 37     | 3    | 3      | 0     |
| 2016/2017 | FK Tachov                   | Česká fotbalová liga | 34     | 12   | 3      | 0     |
| 2017/2018 | FK Králův Dvůr              | Česká fotbalová liga | 31     | 4    | 2      | 0     |
| 2018/2019 | FK Tachov                   | Divize A             | 15     | 0    | 2      | 1     |
| 2018/2019 | TJ Jiskra Domažlice         | Česká fotbalová liga | 16     | 2    | -      | -     |
| 2019/2020 | TJ Jiskra Domažlice         | Česká fotbalová liga | 15     | 1    | 3      | 1     |
| 2020/2021 | FC Rokycany                 | Divize A             | 8      | 2    | -      | -     |
| 2021/2022 | FC Rokycany                 | Divize A             | 27     | 1    | -      | -     |
| 2022/2023 | FC Rokycany                 | Divize A             | 30     | 1    | 3      | 0     |
| 2023/2024 | FC Rokycany                 | Divize A             | 26     | 2    | 1      | 0     |
| 2024/2025 | FC Rokycany                 | Divize A             | 29     | 3    | 2      | 1     |
| 2025/2026 | FC Rokycany                 | Divize A             | 2      | 1    | 2      | 0     |

## Úspěchy

### FC Viktoria Plzeň
V červnu 2008 starší dorostenci Viktorie Plzeň vybojovali titul mistra republiky. V historii klubu to byl druhý dorostenecký titul. Prvenství v lize a zlaté medaile získal kádr Houdek, Frei, Blažek, Chvojan, Bauer, Nový, Mandous, Matas, Puchmertl, Vitouš, Darida, Mudra, Staněk, Dvořák, Vaněček, Hulina, Štverák, Herák, Mašek, Mičkal, Bezděk. Mistry České republiky vedli trenéři Karel Krejčí, Jiří Kohout, Jiří Žilák a Jiří Krbeček.
1× vítěz I.Celostátní dorostenecká liga (2007/08)

### FK Tachov
1× vítěz Divize A (2014/15)

### Západočeská univerzita v Plzni
2× účast na Českých akademických hrách (2013 - 3. místo (fotbal), 2017 - 1. místo (fotbal) a 3. místo (futsal))